# 广东茂名农林科技职业学院
广东茂名农林科技职业学院是广东省茂名市一所公办全日制普通高等职业院校，广东省内唯一一所整合教育、农业、林业、渔业资源设立的高等职业学院。学校以国家重点中专学校广东省高州农业学校为基础创立，校园位于茂名市茂南区西城西路9号，占地456庙，建筑面积17.5万平方米，各类在校生总数超过10000人。

## 历史沿革
从2014年起，茂名市有关方面提出“一本五专”高等教育发展蓝图，结合地方实际，以广东省高州农业学校为基础，筹建一所以农林类为特色的高职院校“广东农林科技职业学院”。学院筹建被列入2016年广东省重点项目、广东省“十三五”高校建设规划、茂名市“十三五”规划。
2016年12月，学院通过广东省高校设置评议委员会的评议，同意筹设。2017年8月10日，广东茂名农林科技职业学院项目正式开工建设。2018年4月8日，获广东省人民政府批复同意设立。2018年9月21日，广东茂名农林科技职业学院成立并迎来首届新生。

## 院系设置
- 生物技术系
- 园林工程系
- 动物科学系
- 食品工程系
- 经济管理系
- 智能工程系
- 广东省高州农业学校（中专部）